# 李学龙
李学龙，西北工业大学教授。关注高维数据的智能获取、处理和管理之间的关系。在应用系统中发挥作用。在两个领域入选全球高被引科学家。

## 荣誉
- 美国科学促进会会士（AAAS Fellow）
- 国际计算机学会会士（ACM Fellow）
- 国际电气电子工程师协会会士（IEEE Fellow）
- 欧洲科学院院士（Member of Academia Europaea）
- 科学探索奖（2020年）[3]